# Union Deutsche Verlagsgesellschaft
L'Union Deutsche Verlagsgesellschaft est une maison d'édition allemande de Stuttgart qui exista de 1890 à 1978, spécialisée dans les ouvrages destinés à la jeunesse.

## Historique
La maison d'édition est issue de la fusion le 1er janvier 1890 des éditions des frères Kröner, de celle de Hermann Schönlein, et de celle de Wilhelm Spemann, fondateur de la fameuse collection illustrée pour garçons Der Gute Kamerad, dont la nouvelle maison va désormais éditer le livre annuel à Noël, en plus de romans d'aventure avec des illustrations. Elle édite aussi la collection Das Neue Universum, le journal pour fillettes Das Kränzchen (fondés par Spemann) qui publie les histoires et les récits de Berta Clement, Luise Glas ou Else Ury. La collection la Bibliothek der Unterhaltung und des Wissens (fondée par Schönlein) fait partie aussi du groupe, ainsi que d'autres collections prestigieuses pour la jeunesse qui sont aujourd'hui objets de collection.
La maison ferme en 1978 et est recréée en 1979 sur de nouvelles bases sous le nom d'Union Verlag Stuttgart, rachetée par les éditions Spektrum Verlag en 1981, elle-même absorbée par la Meisinger-Verlagsgruppe de Munich. L'ensemble fait ensuite partie de la maison d'éditions Middelhauve Verlags GmbH.